# Klassenzimmerstück
Ein Klassenzimmerstück ist ein meist kurzes Theaterstück, welches für die Aufführung in Schulen bestimmt ist. Das Genre Klassenzimmerstück ist spätestens seit den 1980er Jahren bekannt. Eine bedeutende Rolle im Theaterbetrieb spielt dieser Stücktyp jedoch erst etwa seit der Jahrtausendwende, so dass mittlerweile viele Theater ein Klassenzimmerstück zu ihrem Repertoire zählen. Seit 2002 gibt es das Festival „Theater im Klassenzimmer“, auf welchem verschiedene deutsche Bühnen ihre Klassenzimmerstücke präsentieren.
Formal zeichnen sich Klassenzimmerstücke oft durch eine vergleichsweise häufige direkte Ansprache an das Publikum, die Schulklasse, und eine sehr kleine Besetzung aus (meist nicht mehr als ein Schauspieler). Inhaltlich dominiert meist eine pädagogische Zielrichtung. Eine neue ästhetische Situation ergibt sich beim Klassenzimmerstück dadurch, dass – im Gegensatz zu üblichen  Theaterstücken – das Theater zum Publikum, nicht das Publikum ins Theater kommt. Dies bildet auch einen möglichen Kritikpunkt am Klassenzimmerstück, da das Theater als Spielort dadurch entwertet werden könnte.